# Землетрясение на Ямайке (1692)
Ямайское землетрясение 1692 года — землетрясение, произошедшее в городе Порт-Ройял (Ямайка) 7 июня 1692 года ровно в 11:43 в соответствии с остановившимися часами, найденными на дне бухты. Бо́льшая часть города, известного как «сокровищница Вест-Индии» и «одно из самых безнравственных мест на Земле», была затоплена морем. Около 2 тысяч человек погибло в результате землетрясения и цунами, ещё примерно 3 тысячи — от травм и распространившихся болезней.

## Тектоническая обстановка
Остров Ямайка располагается на границе Карибской плиты и микроплиты Гонав, представляющей собой полосу океанической коры длиной 1100 км, которая была образована тектонической активностью вдоль трансформного разлома на границе с Северо-Американской плитой. Ямайка была образована поднятием, связанным со сдерживающим изгибом вдоль данной структуры. Механизм очага землетрясений вокруг Ямайки имеет преимущественно ударно-сдвиговую природу вдоль разломов, поэтому предполагается, что землетрясение 1692 года было вызвано подобным образом.

## Ущерб

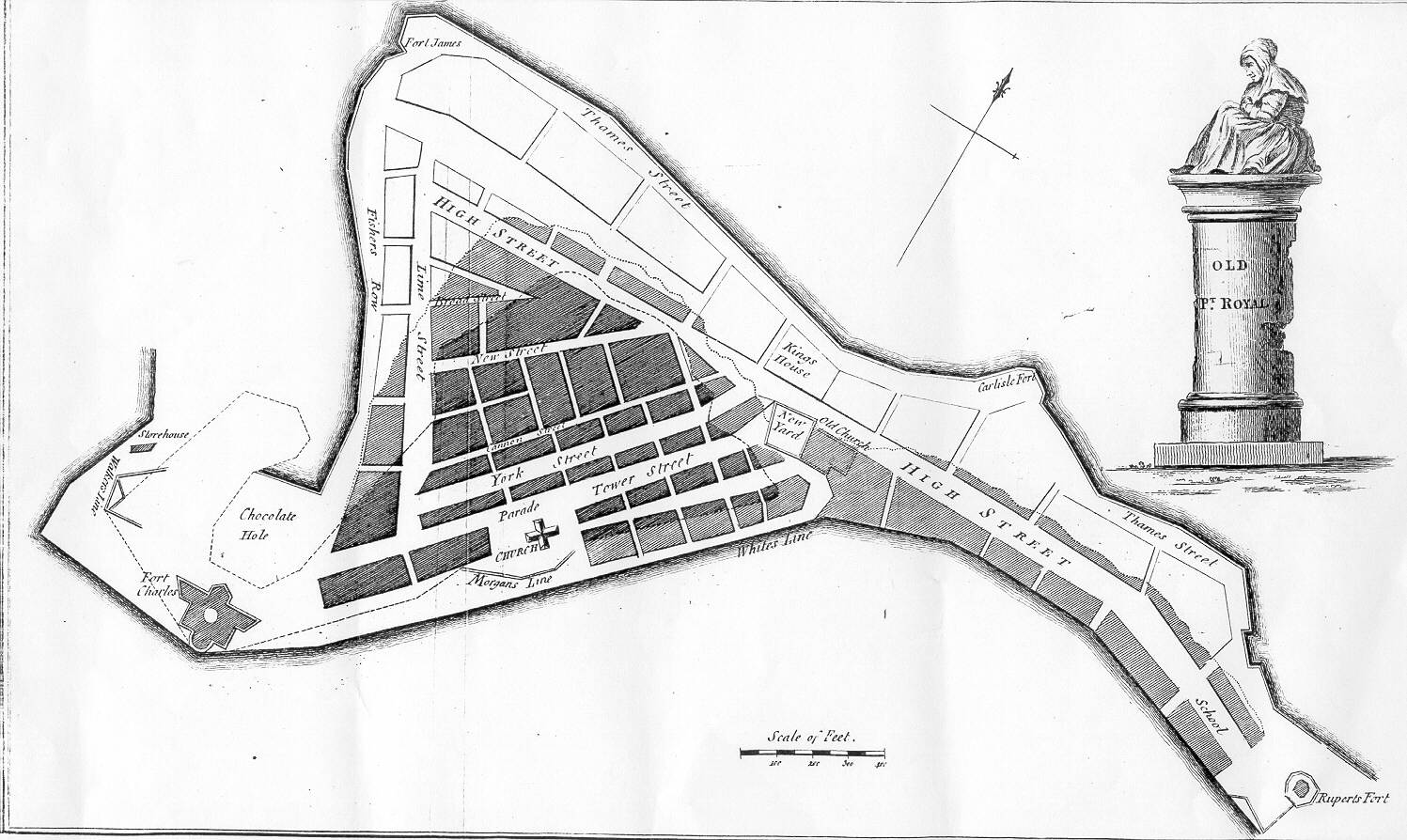
Карта Порт-Ройяла до землетрясения

Две трети города площадью 13,35 га ушло под воду сразу после основного толчка. По словам Роберта Ренни из книги «История Ямайки» (An History of Jamica, 1807) «все причалы утонули сразу и в течение двух минут 9/10 города было покрыто водой, которая поднялась до такой высоты, что вливалась в верхние комнаты домов, которые всё ещё продолжали стоять. Верхушки самых высоких домов виднелись над водой, окружённые мачтами судов, которые тонули вместе со строениями.»
До землетрясения в городе проживало 6,5 тысяч жителей в приблизительно двух тысячах зданиях, многие из которых были одноэтажными кирпичными постройками, стоявшими прямо на песке. При толчках песок разжижился и здания с жильцами «стекли» в море. Более двадцати судов, стоявших в гавани были опрокинуты, а один корабль, фрегат «Лебедь», в результате цунами оказался на крышах бывших домов. При основном толчке образовались волны из песка — расселины открывались и закрывались, сдавливая многих людей, а после окончания землетрясения песок затвердел и заточил в себе многих жертв.
В Лигуанее (в настоящее время столица страны Кингстон) все дома были разрушены, и вода выливалась из колодцев глубиной 12 метров. Почти все строения в нынешнем Спаниш-Тауне (приблизительно 15 км к западу) также были разрушены.
Всюду на острове произошло много оползней, крупнейший из которых — оползень утёса Джаджмент-клифф затронул участки земли до высоты 800 м и унёс жизни 19 человек. Русла некоторых рек были временно запружены, и через несколько дней после толчков поверхность гавани была покрыта большим числом деревьев с содранной корой, после того, как одну из таких запруд прорвало.
Карманные часы, собранные французским мастером Блонделем, работавшим в Нидерландах, были найдены в процессе подводных археологических работ в 1950-х годах под руководством Эдварда Альберта Линка. Предполагается, что стрелки часов, остановившиеся на отметке 11:43, указывают на точное время землетрясения, что хорошо согласуется с другими источниками.

## Последствия
Даже до того, как бушующая стихия успокоилась, некоторые из выживших начали мародёрствовать, вламываясь в дома и складские строения. Мертвецов также обкрадывали, раздевали и в некоторых случаях даже отрезали пальцы, чтобы снять с них кольца.
В те времена стихийное бедствие расценивалась, как кара небесная за грехи жителей Порт-Ройяла. Члены Совета Ямайки заявили «Этим явлением мы стали примером сурового суда Всевышнего» («We are become by this an instance of God Almighty’s severe judgement»). Эта точка зрения была распространена не только на Ямайке, в Бостоне Коттон Мэзер написал в письме своему дяде: «Вот событие в назидание всей Английской Америке» («Behold, an accident speaking to all our English America»).
Город был частично восстановлен, но после пожара в 1703 году и урагана 1722 года жители покинули его.

## Параметры

### Землетрясение
Землетрясение состояло из трёх отдельных толчков увеличивающейся интенсивности. Оценка события — 7,5 по шкале магнитуд.
Несмотря на свидетельства относительно «стекания» города в море, основным эффектом от землетрясения стали обвалы из-за разжижения почвы. Оползень на Джаджмент-клиффе в ходе землетрясения был, вероятно, инициирован в разломе Плентейн-Гарден. Было выдвинуто предположение, что движение этой структуры стало причиной землетрясения.

### Оползни
Оползень на Джаджмент-клиффе — это сложная каменная просадка объёмом около 80⋅106 м³. Поверхность скольжения обнаружена в зонах залегания глины и сланцев с гипсом в основании известнякового блока. Данный оползень произошёл вскоре после землетрясения, но не исключено, что сильный дождь в течение нескольких дней мог быть «последней каплей».

### Цунами
По наблюдениям, море отступило примерно на 274 м в Лиганее (вероятно, в районе Кингстона), в то время как в Яллхаусе (вероятно, Яллас) оно отошло на 1,6 км. Вода вернулась в виде волны высотой 1,8 м. Предполагается, что одна из возможных причин цунами — это сваливание земли в гавань под самим городом, хотя волны в гавани более точно описываются как сейши, а более высокие волны, как в гавани округа Сент-Энн, объясняются как результат полностью отдельного подводного оползня, также вызванного землетрясением.

## Сейсмическая опасность в будущем
Оценки деформации Ямайки, сделанные в 2007 году, показывали, что в системе разломов Энрикильо-Плентейн накопилось достаточное напряжение для создания землетрясения магнитудой 7,0—7,3, сравнимого по масштабам с событием 1692 года. Оценка базировалась на многих допущениях, таких как отсутствие несейсмического выхода напряжения в разломе. В январе 2010 года в западной части острова Гаити произошло разрушительное землетрясение магнитудой 7,0.